# ماكس كوبر
ماكس كوبر (بالإنجليزية: Max Cooper)‏ هو موسيقي بريطاني، ولد في 1980 في بلفاست في المملكة المتحدة.

## وصلات خارجية
- الموقع الرسمي
- ماكس كوبر على موقع ميوزك برينز (الإنجليزية)
- ماكس كوبر على موقع أول ميوزيك (الإنجليزية)
- ماكس كوبر على موقع ديسكوغز (الإنجليزية)